# Finlandezi
Finlandezii (în finlandeză: suomalaiset) este termenul folosit în limba română pentru a defini "un grup nativ sau locuitor al Finlandei". Termenul este folosit, de asemenea, pentru a desemna grupul etnic istoric asociat cu Finlanda sau Fennoscandia, și este folosit numai în acest sens.
Ca și în cele mai multe grupuri etnice, definiția de „finlandez” poate varia. În fiecare definiție, termenul cuprinde populația vorbitoare de finlandeză. Grupul poate fi, de asemenea, văzut pentru a cuprinde populația de limbă finlandeză a Suediei și a populația suedeză vorbitoare de limbă finlandeză, deși cuprinderea pe baza etniei finlandeze este un subiect de discuție. Populațiile mai mici, care pot sau nu fi văzute că intră sub incidența finlandeză pe termen lung sunt Kvens în Norvegia, Tornedalians în Suedia și finlandezii ingrieni din Rusia. Finlandezii pot fi împărțiți în funcție de dialect, în subgrupuri uneori numite heimo (trib), dar astfel de diviziuni au devenit mai puțin importante odată cu migrația internă. Altfel, patru criterii mereu în discuție sunt arealul locuit, limba, etnia și cetățenia pentru a răspunde la întrebarea: Cine este finlandez?
Lingvistic, finlandeza, vorbită de majoritatea finlandezilor, este o parte a familiei de limbi uralice și este cel mai strâns legată de limbile kareliană finică și estonă, în timp ce suedeza, vorbită de finlandezii de limbă suedeză, nu are legătură cu limba finlandeză, ea fiind o limbă germanică, un membru al familiei indo-europene.  Genetic, finlandezii "s-au dovedit să difere izbitor de alte populații europene".